# Vernon (Californie)
Pour les articles homonymes, voir Vernon.
Vernon est une municipalité située dans le comté de Los Angeles, en Californie, aux États-Unis. Sa population était de 112 habitants en 2010, ce qui en fait la municipalité la moins peuplée de l'État.[réf. nécessaire]
Vernon a été incorporée pour promouvoir le développement industriel le long des chemins de fer de la région. La ville est aujourd'hui quasiment une enclave industrielle, ce qui explique la très faible densité de population. Aujourd'hui, les principales industries qui y sont représentées sont le textile, le travail du métal et la création d'équipement pour le transport.

## Géographie
Vernon fait partie des Gateway Cities, qui ont constitué le cœur de la production industrielle de la région de Los Angeles. Elle est délimitée à l'ouest et au nord par la ville de Los Angeles, au sud par les villes de Huntington Park et Maywood, à l'est par les villes de Bell et Commerce.
Selon le Bureau du recensement des États-Unis, sa superficie est de 13,4 km2, dont 0,4 km2 d'eau (il s'agit principalement du fleuve Los Angeles), soit 3,10 % du total.

## Démographie
| Groupe            | Vernon | Californie | États-Unis |
| ----------------- | ------ | ---------- | ---------- |
| Blancs            | 88,4   | 57,6       | 72,4       |
| Autres            | 6,3    | 22,3       | 9,3        |
| Afro-Américains   | 3,6    | 6,2        | 12,6       |
| Asiatiques        | 1,8    | 13,1       | 4,8        |
| Amérindiens       | 1,8    | 1,0        | 0,9        |
| Total             | 100    | 100        | 100        |
|                   |        |            |            |
| Latino-Américains | 42,8   | 37,6       | 16,7       |

Selon l'American Community Survey, en 2010, 63,41 % de la population âgée de plus de 5 ans déclare parler l'espagnol à la maison, 37,71 % déclare parler l'anglais et 4,88 % une langue chinoise.
| 1910 | 1920  | 1930  | 1940 | 1950 | 1960 |
| ---- | ----- | ----- | ---- | ---- | ---- |
| 772  | 1 005 | 1 269 | 850  | 432  | 229  |

| 1970 | 1980 | 1990 | 2000 | 2010 | - |
| ---- | ---- | ---- | ---- | ---- | - |
| 261  | 90   | 152  | 91   | 112  | - |